# Sokolniki (powiat gnieźnieński)
Sokolniki – wieś w Polsce, położona w województwie wielkopolskim, w powiecie gnieźnieńskim, w gminie Mieleszyn.
W latach 1975–1998 miejscowość należała administracyjnie do województwa poznańskiego.
We wsi znajduje się zabytkowy drewniany kościół św. Stanisława z 1682.